# Juan Carlos Rodríguez Agudelo
Juan Carlos Rodríguez Agudelo (Tunja, 16 de junio de 1969-San Francisco, 29 de septiembre de 2024) más conocido como Alias Zeus fue un militar, criminal y paramilitar colombiano. 

## Biografía
Nació en Tunja, hijo de Homero Rodríguez, director de la cárcel "La Catedral" de Envigado de donde Pablo Escobar se fugó en 1992. 
Ingresó a la Infantería de Marina como mayor general, estuvo como mayor en las Fuerzas Especiales de Caquetá y en unidades antinarcóticos en Guaviare hasta su expulsión en 2005 por su participación y miembro de las Autodefensas Unidas y grupos paramilitares. 

## Trayectoria criminal
Su carrera como criminal ingresó en 1997 a la organización delictiva en una reunión realizada en Batallón Junín con David Hernández y Carlos Mauricio García Fernández uno de los fundadores del Bloque Metro de Medellín. 
Conoció a Diego León Montoya máximo jefe del Cartel del Norte del Valle, donde se involucró en el narcotráfico para enviar la cocaína y terminó conformando un ejército privado Los Machos, para enfrentar a Wilber Varela, quien tenía a su servicio a "Los Rastrojos". Fue trasladado al Batallón Vargas, ubicado en Granada, Meta, allí contactó a Dairo Antonio Úsuga David, como jefe del Bloque Centauros.
Participó en las masacres de Cajamarca en Tolima, en 2003 y fue cómplice de la masacre de Potosí en 2004. En 2005 fue descubierto y detenido con 200 kilogramos de cocaína y 30 millones de efectivo en su poder, el juez le otorgó prisión domiciliaria y se fugó para unirse al grupo Los Machos.
Fue recapturado en 2006 y condenado a 15 años de prisión, por delitos de tortura, desaparición forzada y homicidio los cuales efectuó en alianza con grupos paramilitares. Debido a las polémicas por fiestas con licor y prostitutas dentro de la cárcel de Tolemaida, fue trasladado a la cárcel de Picota donde recibió amenazas de muerte y por eso se le brindó protección. 
Recibió un beneficio por parte de la Jurisdicción Especial para la Paz y se le concedió libertad transitoria condicionada en 2018. Participó en 10 sesiones donde reconoció las ejecuciones extrajudiciales a integrantes de la Unión Patriótica y su participación en falsos positivos hasta su expulsión en 2024. 
En abril de 2024 fue recapturado por tercera vez en Norte de Santander transportando granadas, explosivos, armas de fuego y municiones. Once días después se fuga del reclusorio de la policía en Cúcuta cuando estaba detenido con los otros capturados con su paradero desconocido.

## Muerte
La inteligencia de la Policía con las participaciones de la Fiscalía y Fuerzas Militares en la Operación Armagedón II lo rastrearon y lo localizaron en las montañas de la zona rural en San Francisco, Antioquia; con sus hombres del grupo criminal Clan del Golfo el 29 de septiembre de 2024,donde cayó abatido en los enfrentamientos, incluida una mujer residente en la zona, así confirmó el director de la policía William Salamanca.